# Étienne Rey (peintre)
Étienne Rey, né le 29 janvier 1789 à Lyon et mort le 12 janvier 1867 dans le 3e arrondissement de Lyon, est un peintre, graveur, lithographe, conservateur du musée de Vienne et écrivain français.

## Biographie

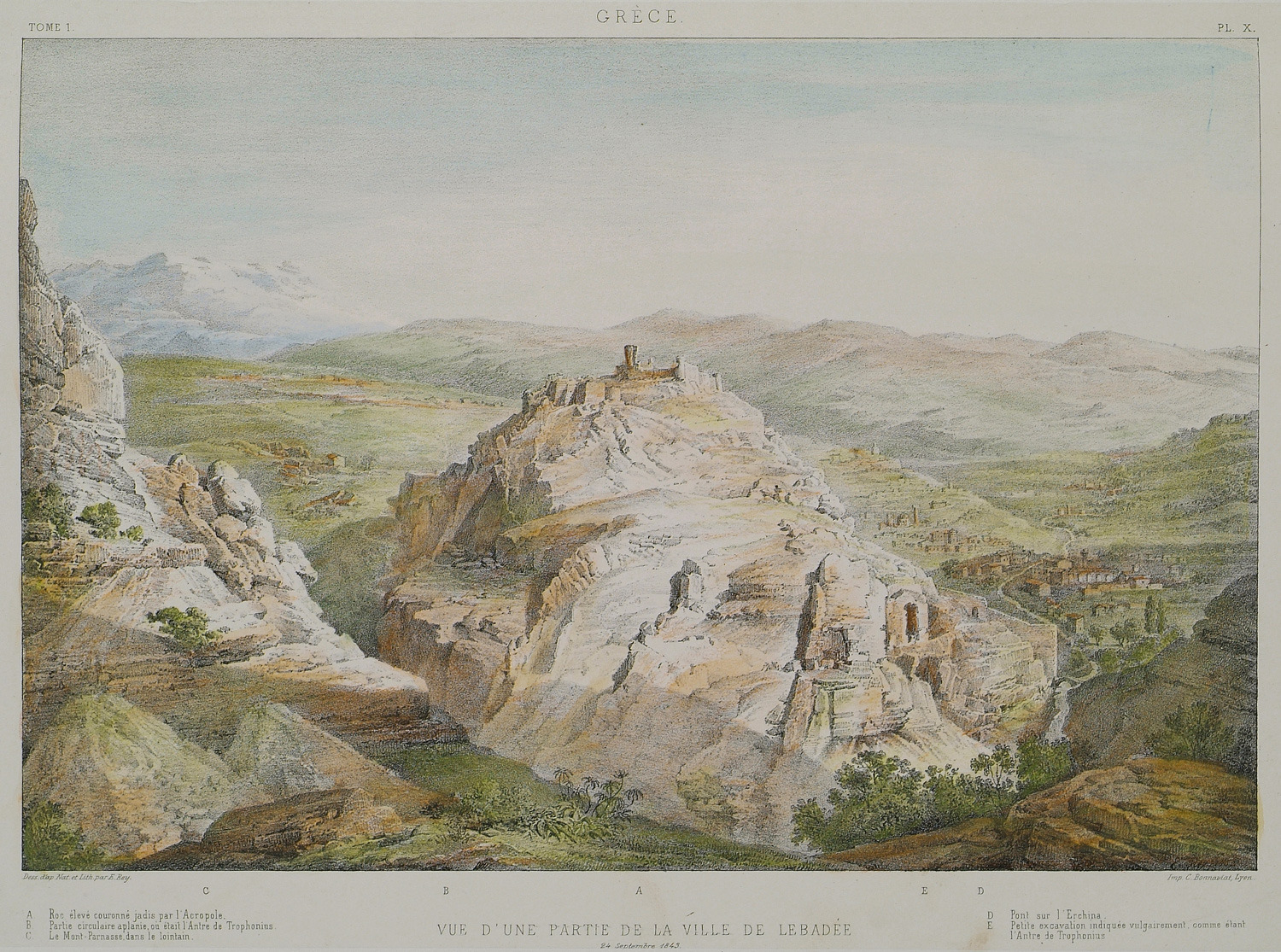
Vue d'une partie de la ville de Lebadée, lithographie d'Étienne Rey d'après un dessin d'un certain Nat.

Étienne Rey produit des lithographies pour illustrer Voyage Pittoresque en Grèce et dans le Levant (1867).

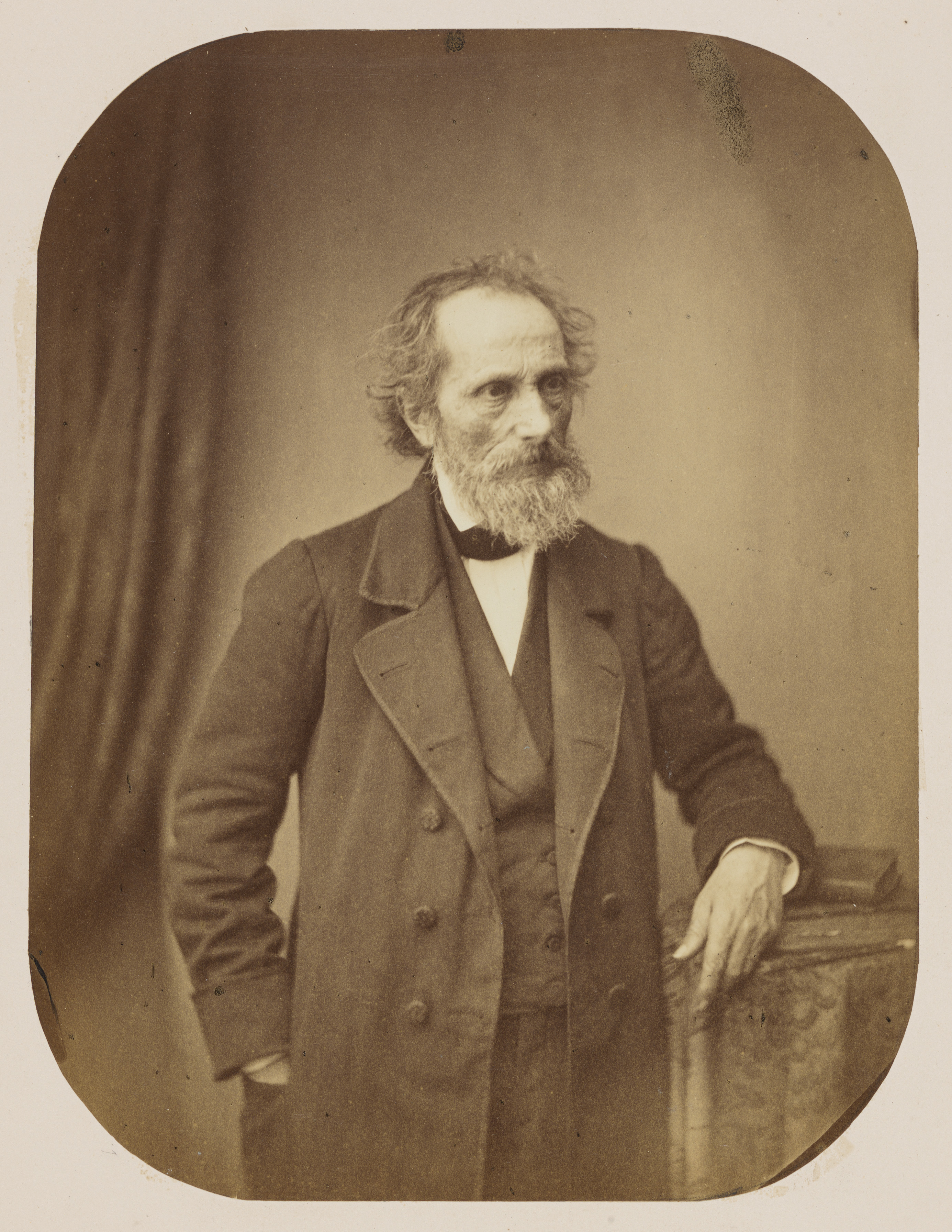
Étienne Rey dans un album des membres de l'Académie

Il est élu membre de l'Académie des sciences, belles-lettres et arts de Lyon le 6 mai 1828.

## Œuvres dans les collections publiques
- Vienne, musée des Beaux-arts et d'archéologie, Vue de Vienne romaine.